# Repentigny (circonscription provinciale)
Pour les articles homonymes, voir Repentigny.
Circonscription électorale provinciale du Canada
Repentigny est une circonscription électorale provinciale du Québec. Elle se retrouve dans la région de Lanaudière. L'élection générale québécoise de 2012 est la première élection de la nouvelle circonscription. 

## Historique
Précédée de : L'Assomption 
La circonscription de Repentigny a été créée en 2011, détachée de la circonscription de L'Assomption. Elle tire son nom de la ville de Repentigny, qui représente la quasi-totalité de la circonscription.

## Territoire et limites
La circonscription de Repentigny comprend la municipalité de paroisse de Saint-Sulpice et la partie de la ville de Repentigny située au sud-est des rivières des Prairies et L'Assomption, excluant ainsi le secteur Le Gardeur.

## Liste des députés

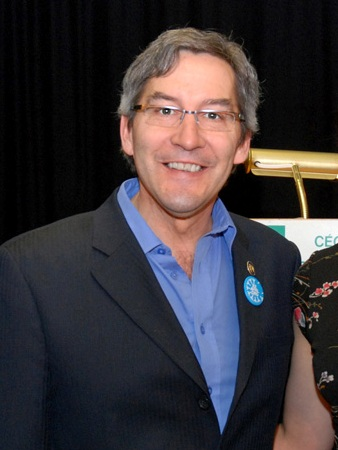
Scott McKay est député de Repentigny de 2012 à 2014 pour le Parti québécois.

| Législature                          | Années       | Député       | Député        | Parti            |
| ------------------------------------ | ------------ | ------------ | ------------- | ---------------- |
| Repentigny Créée depuis L'Assomption |              |              |               |                  |
| 40e                                  | 2012–2014    |              | Scott McKay   | Parti québécois  |
| 41e                                  | 2014–2018    |              | Lise Lavallée | Coalition avenir |
| 42e                                  | 2018–2022    |              | Lise Lavallée | Coalition avenir |
| 43e                                  | 2022–présent | Pascale Déry |               | Coalition avenir |

## Résultats électoraux

### Évolution pour les principaux partis
|                                                                                              |
| - Parti québécois - Coalition avenir - Parti libéral - Québec solidaire - Parti conservateur |

### Résultats détaillés
|                                                                                               | Nom               | Parti            | Nombre de voix | %      | Maj.   |
| --------------------------------------------------------------------------------------------- | ----------------- | ---------------- | -------------- | ------ | ------ |
|                                                                                               | Pascale Déry      | Coalition avenir | 19 747         | 52,4 % | 13 061 |
|                                                                                               | Aïcha Van Dun     | Parti québécois  | 6 686          | 17,7 % | -      |
|                                                                                               | Ednal Marc        | Québec solidaire | 4 783          | 12,7 % | -      |
|                                                                                               | Virginie Bouchard | Libéral          | 3 758          | 10 %   | -      |
|                                                                                               | Serge Cloutier    | Conservateur     | 2 419          | 6,4 %  | -      |
|                                                                                               | David Brisebois   | Climat Québec    | 321            | 0,9 %  | -      |
| Total                                                                                         | Total             | Total            | 37 714         | 100 %  |        |
| Le taux de participation lors de l'élection était de 73,2 % et 492 bulletins ont été rejetés. |                   |                  |                |        |        |

|                                                                                               | Nom                      | Parti               | Nombre de voix | %      | Maj.   |
| --------------------------------------------------------------------------------------------- | ------------------------ | ------------------- | -------------- | ------ | ------ |
|                                                                                               | Lise Lavallée (sortante) | Coalition avenir    | 18 799         | 49,7 % | 11 698 |
|                                                                                               | Eric Tremblay            | Parti québécois     | 7 101          | 18,8 % | -      |
|                                                                                               | Olivier Huard            | Québec solidaire    | 5 622          | 14,9 % | -      |
|                                                                                               | Emilie Therrien          | Libéral             | 5 166          | 13,7 % | -      |
|                                                                                               | Chafika Hebib            | Vert                | 441            | 1,2 %  | -      |
|                                                                                               | Julie Girard             | Citoyens au pouvoir | 357            | 0,9 %  | -      |
|                                                                                               | Pierre Lacombe           | Conservateur        | 309            | 0,8 %  | -      |
| Total                                                                                         | Total                    | Total               | 37 795         | 100 %  |        |
| Le taux de participation lors de l'élection était de 74,2 % et 593 bulletins ont été rejetés. |                          |                     |                |        |        |

|                                                                                             | Nom                   | Parti            | Nombre de voix | %      | Maj. |
| ------------------------------------------------------------------------------------------- | --------------------- | ---------------- | -------------- | ------ | ---- |
|                                                                                             | Lise Lavallée         | Coalition avenir | 13 889         | 36,1 % | 948  |
|                                                                                             | Scott McKay (sortant) | Parti québécois  | 12 941         | 33,6 % | -    |
|                                                                                             | Robert Nantel         | Libéral          | 8 721          | 22,6 % | -    |
|                                                                                             | Olivier Huard         | Québec solidaire | 2 490          | 6,5 %  | -    |
|                                                                                             | Christian Strasbourg  | Option nationale | 260            | 0,7 %  | -    |
|                                                                                             | Pierre Lacombe        | Conservateur     | 204            | 0,5 %  | -    |
| Total                                                                                       | Total                 | Total            | 38 505         | 100 %  |      |
| Le taux de participation lors de l'élection était de 76 % et 631 bulletins ont été rejetés. |                       |                  |                |        |      |

|                                                                                               | Nom                 | Parti            | Nombre de voix | %      | Maj.  |
| --------------------------------------------------------------------------------------------- | ------------------- | ---------------- | -------------- | ------ | ----- |
|                                                                                               | Scott McKay         | Parti québécois  | 16 762         | 40,7 % | 1 237 |
|                                                                                               | Chantal Longpré     | Coalition avenir | 15 525         | 37,7 % | -     |
|                                                                                               | Marc Thompson       | Libéral          | 6 217          | 15,1 % | -     |
|                                                                                               | Olivier Huard       | Québec solidaire | 1 730          | 4,2 %  | -     |
|                                                                                               | Anne-Marie Labrosse | Option nationale | 948            | 2,3 %  | -     |
| Total                                                                                         | Total               | Total            | 41 182         | 100 %  |       |
| Le taux de participation lors de l'élection était de 82,5 % et 500 bulletins ont été rejetés. |                     |                  |                |        |       |